# أندريا مافيي
أندريا مافيي (بالإيطالية: Andrea Maffei)‏ هو مهندس معماري إيطالي، ولد في 23 مارس 1968 في مودينا في إيطاليا.